# Ʌ
La V invertida (mayúscula: Ʌ, minúscula: ʌ) es una letra del alfabeto latino extendido, basada en una forma girada de la letra V y usada para representar variaciones de la letra A.
La ʌ se utiliza en las ortografías de los idiomas dan, ch'ol, nankina, tepehuano, temne, oneida y wounaan, así como en algunas ortografías del ibibio. y como una variación de la A en el alfabeto Unifon.
Su minúscula se usa en el Alfabeto fonético internacional para representar una vocal semiabierta posterior no redondeada.
A pesar de la similitud en apariencia, la letra no tiene conexión con la letra griega lambda Λ, el chino 人, la forma alternativa de Л (el) Ʌ o el jammo coreano ㅅ.

## Codificación
| Carácter      | ʌ                           | ʌ                           | Ʌ                             | Ʌ                             |
| ------------- | --------------------------- | --------------------------- | ----------------------------- | ----------------------------- |
| Unicode       | LATIN SMALL LETTER TURNED V | LATIN SMALL LETTER TURNED V | LATIN CAPITAL LETTER TURNED V | LATIN CAPITAL LETTER TURNED V |
| Codificación  | decimal                     | hex                         | decimal                       | hex                           |
| Unicode       | 652                         | U+028C                      | 581                           | U+0245                        |
| UTF-8         | 202 140                     | CA 8C                       | 201 133                       | C9 85                         |
| Ref. numérica | &#652;                      | &#x28C;                     | &#581;                        | &#x245;                       |

## Letras parecidas
- ʌ con signos diacríticos : ʌ́ ʌ̀.

- ᶺ : La letra modificadora pequeña convertida en v se usa en la transcripción fonética.[2]